# Port lotniczy Al-Ghajda
Port lotniczy Al-Ghajda – międzynarodowy port lotniczy położony w mieście Al-Ghajda, w Jemenie.

## Linie lotnicze i połączenia
| Linia lotnicza | Kierunek         |
| -------------- | ---------------- |
| Yemenia        | 1. Aden 2. Rijan |